# Dzelzava
Dzelzava är en ort i Lettland.   Den ligger i kommunen Madonas novads, i den östra delen av landet, 140 km öster om huvudstaden Riga. Dzelzava ligger 134 meter över havet och antalet invånare är 375.
Terrängen runt Dzelzava är platt. Runt Dzelzava är det glesbefolkat, med 10 invånare per kvadratkilometer. Närmaste större samhälle är Cesvaine, 8,0 km sydväst om Dzelzava. I omgivningarna runt Dzelzava växer i huvudsak blandskog.